# 汉斯杰·本考滕

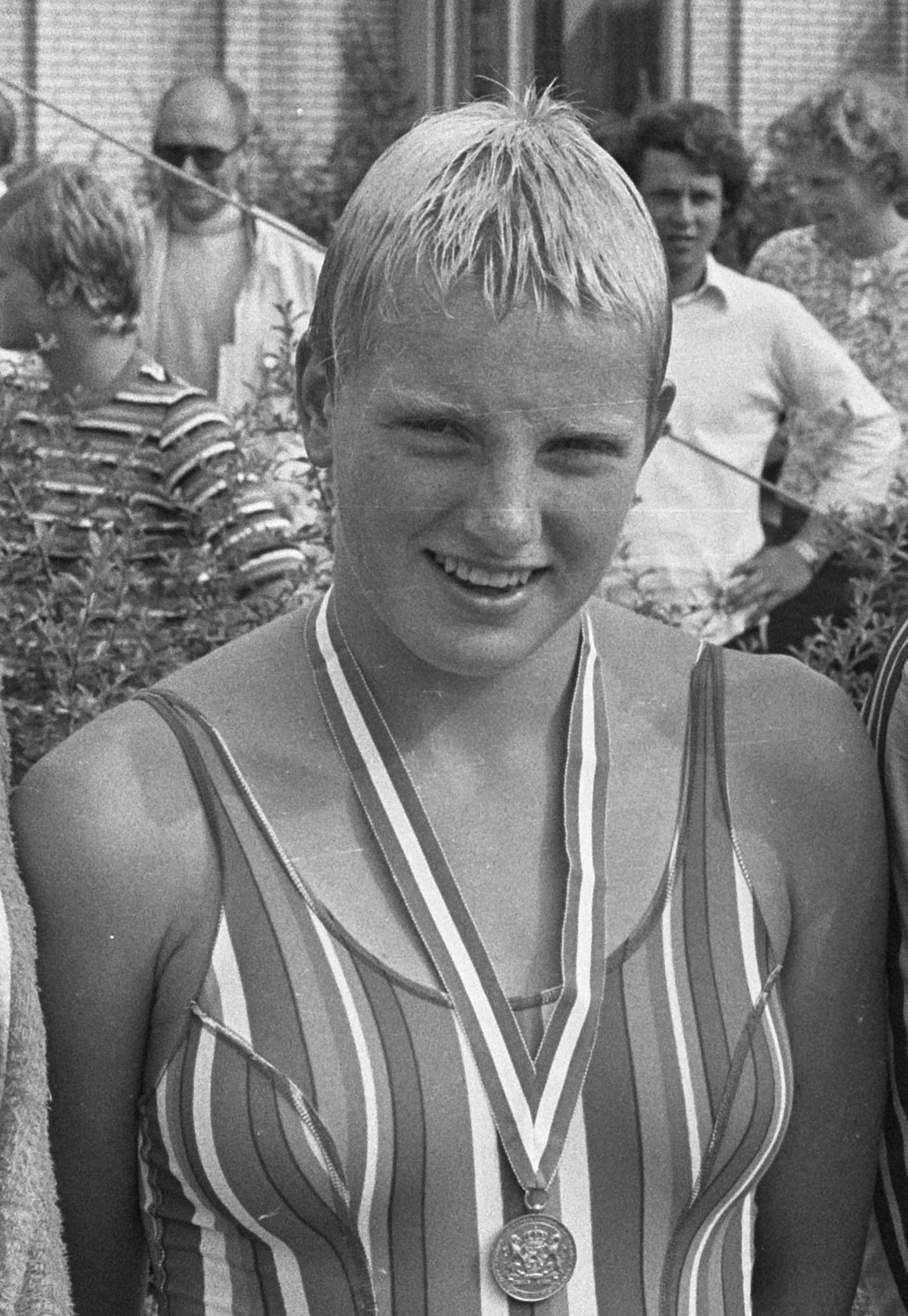
1972年的汉斯杰·本考滕

汉斯杰·本考滕（英語：Hansje Bunschoten，1958年5月3日—2017年10月1日），是一名荷兰自由泳运动员、电视主持。1972年，在西德慕尼黑举行的夏季奥运会上，她代表荷兰参赛。作为荷兰接力队的一员，她在4×100米混合泳和4×100米自由泳获得第五名。
本考滕出生于希尔弗瑟姆，于2017年10月1日在柏林死于乳腺癌并发症，享年59岁。

## 其他网站
维基共享资源上的相關多媒體資源：汉斯杰·本考滕